# 니콜라우스 레나우

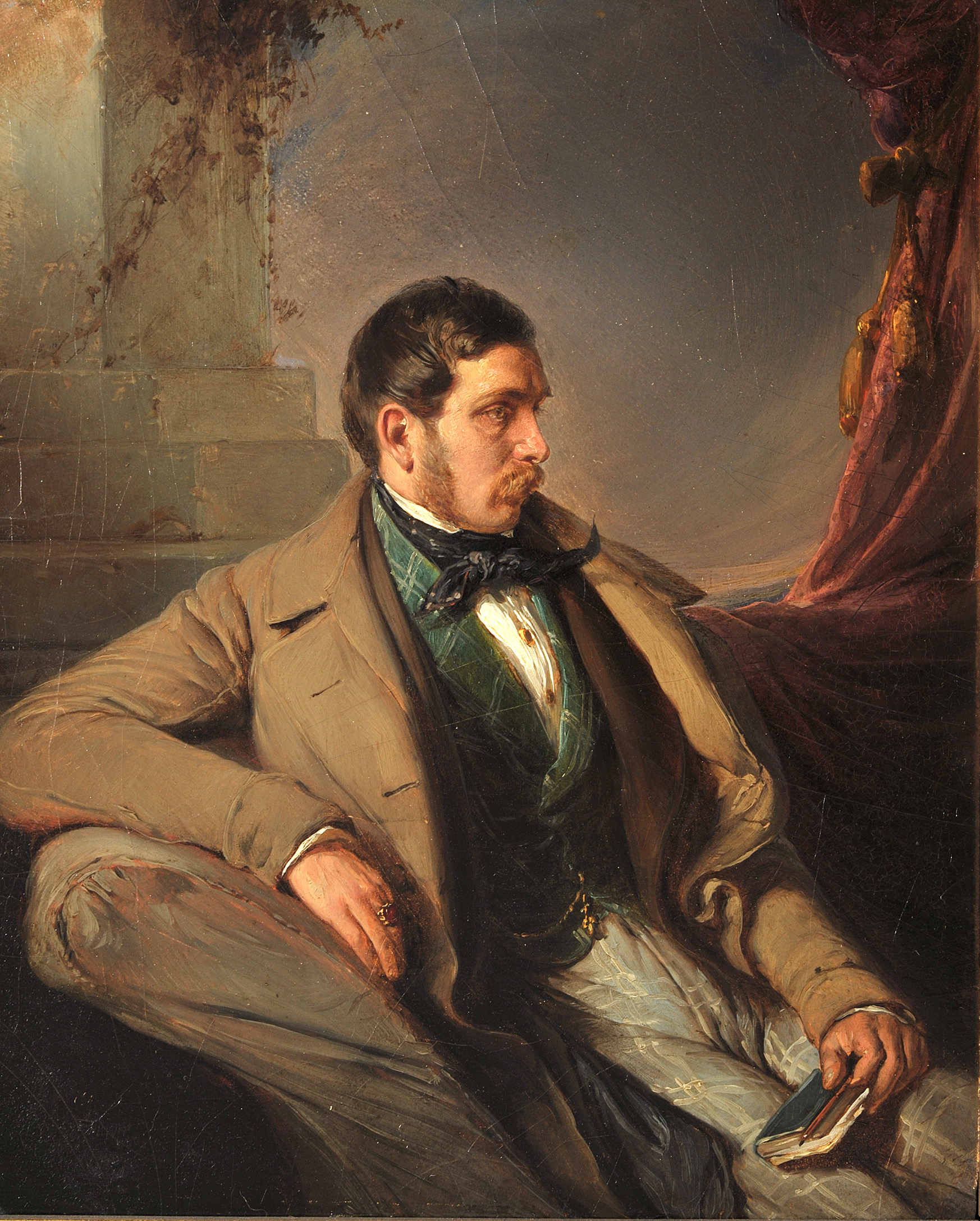
1839년

니콜라우스 레나우(Nikolaus Lenau, 1802년 8월 13일 ~ 1850년 8월 22일)는 독일의 시인이다.
헝가리에서 출생하였다. 5세 때 부친과 사별하여 17세 때 빈에 있는 조부모의 곁으로 갔다. 1830년 조부모의 유산을 상속하자 공부를 중단하고 빈과 슈투트가르트 사이를 내왕하면서 방랑생활을 계속하였다. 1832년 신세계를 동경하여 미국에 건너가나 실망을 안고 돌아온다. 그러는 중에 시집이 출판되어 유명해진다. 1844년 발광하였다. 레나우는 즐겨 어둡고 우울한 기분의 풍경시(<갈대의 노래> <숲의 노래>)를 썼으나 그의 시에 나타난 강한 염세적인 정조(情調)가 시대적인 취향에 영합되었으므로 지나칠 정도로 높이 평가되었다.